# Paul Donald MacLean
Paul Donald MacLean (Phelps, 1º maggio 1913 – Potomac, 26 dicembre 2007) è stato un medico e neuroscienziato statunitense.

## Biografia
Terminate le scuole superiori aveva progettato di studiare filosofia, ma in seguito decise di dedicarsi alla medicina, in modo da potere aiutare chi aveva bisogno e contemporaneamente approfondire i suoi studi riguardo alle funzioni psicologiche del cervello. Si iscrisse, quindi, all'Università di Yale. Iniziò a occuparsi del sistema nervoso, ma rimase così insoddisfatto che decise di preparare la sua tesi di laurea, discussa nel 1940, sulle malattie cardiovascolari.
Ha svolto la parte più significativa della sua attività nel laboratorio di neurofisiologia del National Institute of Mental Health di Bethesda come direttore della sezione per l'integrazione limbica e il comportamento (1957-71), quindi è stato direttore (1971-85) del Laboratory of Brain Evolution and Behavior (NIMH) di Poolesville nel Maryland.
Paul MacLean è stato sposato con Alison Stokes, morta all'età di sessantaquattro anni. I due coniugi hanno vissuto insieme a Mitchellville e sull'isola di Grindstone, vicino a Clayton (N.Y). Ha avuto cinque figli: Alison Cassidy, Alexander, David (un endocrinologo), James e Paul Jr. Ha avuto un fratello, Burton MacLean, e tredici nipoti.
Durante la seconda guerra mondiale, MacLean decise di garantire il proprio contributo al General Hospital (negli Stati Uniti). L'ospedale ospitava mille posti letto.

### Riconoscimenti
Il neuroscienziato ha ottenuto riconoscimenti e premi per le sue attività. Nel 1964 ha ricevuto il riconoscimento per la Ricerca sulle Malattie Mentali e Nervose e nel 1986 un premio da parte dell'Accademia delle Scienze Mediche.

### Ricerche
MacLean è noto per aver introdotto nel campo della scienza la teoria del triune brain, "cervello trino", per studiare lo sviluppo dell'encefalo e scoprire come la parte razionale di questo potesse relazionarsi con la parte più aggressiva, brutale.
Si interessa anche al funzionamento vero e proprio del cervello e del controllo che esso ha riguardo alle emozioni. Ha messo in pratica i suoi studi su alcuni pazienti affetti da epilessia e su alcuni animali, quali gatti e scimmie; riuscì così a conoscere, attraverso i risultati registrati, alcuni comportamenti soggettivi, come l'aggressività.
Altro concetto per cui MacLean è molto conosciuto è quello di sistema limbico, proposto nel 1952, con l'intento di far luce sulla funzione di autoconservazione. Il sistema limbico permette la ricerca e l'acquisizione del cibo e l'abilità di rimanere a distanza da situazioni infauste e pericolose per l'uomo stesso. Il cervello limbico rappresenta una parte flessibile del cervello umano, in quanto permette all'uomo di adattarsi a qualsiasi situazione e a qualsiasi ambiente; esso è impegnato a mantenere sotto controllo i comportamenti affettivo-emotivi. In questo modo tutte le informazioni e gli stimoli che provengono dall'ambiente circostante e anche da tutto ciò che proviene dall'ambiente interno, somatico, vengono regolati dalle emozioni.

## L'ipotesi del cervello trino
La teoria del "cervello trino" (trium brain o cervello tripartito) è stata ideata dal neuroscienziato, nel 1962, con lo scopo di descrivere le funzioni evolutive dell'encefalo. Queste tre zone, secondo Paul D. MacLean rispecchiano le fasi di evoluzione dei vertebrati; infatti esse corrispondono al cervello dei rettili o complesso R (tronco encefalico), quello dei mammiferi antichi o primitivi (paleo-encefalo) e quello dei mammiferi recenti o evoluti (neocorteccia).
Paul Donald MacLean ha suddiviso il cervello in tre sezioni:
- cervello rettiliano, chiamato così perché simile per anatomia e funzioni al cervello dei rettili: rappresenta la parte più antica del cervello, infatti risale a 500 milioni di anni fa,[3] e oltre alla regolazione delle attività riflesse, contiene funzioni istintive necessarie per la sopravvivenza, come la scelta e la difesa del territorio, ma anche altre forme quali la lotta, la fuga, l'appagamento dei bisogni fisiologici e il comportamento sessuale. Questa parte è costituita dal midollo spinale, il tronco encefalico, il talamo, i nuclei ipotalamici e ipofisari, parte del mesencefalo con il nucleo caudato, il putamen, il globus pallidus.
- cervello limbico o cervello paleo-mammaliano: è più recente rispetto al cervello rettiliano, in quanto si forma tra i 300 e 200 milioni di anni fa.[3] Questa zona è considerata più flessibile del cervello rettiliano ed è riservata principalmente alle emozioni, come rabbia e paura e al comportamento di autoconservazione, cioè l'istinto di nutrirsi e di proteggersi dai pericoli dell'ambiente esterno: questo è stato dimostrato attraverso osservazioni di pazienti affetti da epilessia, in quanto durante una scarica epilettica essi provavano sensazioni come fame, sete, nausea, senso di soffocamento e accelerazione cardiaca. Il sistema limbico è formato dai bulbi olfattivi, il fornice, l'ippocampo, l'amigdala, il giro cingolato.
- cervello neocorticale o cervello neo-mammaliano: la neocorteccia è la parte più recente, infatti appare 200 milioni di anni fa nei primati umani.[3] Il cervello neocorticale è la sede dove sviluppa il pensiero critico ed il linguaggio, la capacità di adattamento, di apprendimento e di pianificazione a lungo termine,qui risiedono la riflessione, il ragionamento logico, il pensiero astratto del sapere, delle invenzioni, delle idee e della fantasia.

Tutte queste porzioni del cervello influiscono sul comportamento dell'uomo, anche se la parte che domina la maggior parte dei comportamenti è il cervello rettiliano. Queste tre sezioni del cervello presentano molte differenze strutturali e chimiche, ma nonostante ciò esse devono collaborare tra di loro e funzionare tutte e tre insieme, comportandosi proprio come un cervello unico: cervello "uno e trino".
Attualmente la teoria del cervello trino è considerata superata.

## Opere
- Théorie du cerveau triunique, 1969[6]
- A Triune Concept of the Brain and Behaviour, 1973[7]
- The Triune Brain in Evolution: Role in Paleocerebral Functions, 1990
- Evoluzione del cervello e comportamento umano, Einaudi, Torino, 1984